# John Scales
John Robert Scales (* 4. Juli 1966 in Harrogate) ist ein ehemaliger englischer Fußballspieler. Der Verteidiger gehörte zur „Crazy Gang“ des FC Wimbledon, die 1988 den FA Cup gewann, bevor er später mit dem FC Liverpool und Tottenham Hotspur jeweils den Ligapokal gewann.

## Sportlicher Werdegang

### Vereinskarriere
Scales' Profifußballerlaufbahn begann im August 1984 bei Leeds United. Dort setzte er sich jedoch nicht durch und wechselte bereits nach Ablauf der Saison 1984/85 eine Spielklasse abwärts zum Drittligisten Bristol Rovers. Dort debütierte Scales am 7. September 1985 gegen Newport County und im Verlauf der Spielzeit 1985/86 eroberte er sich einen Stammplatz in der Mannschaft. Dabei profitierte er davon, dass der Klub neben Verletzungssorgen an finanziellen Schwierigkeiten litt, die den Verkauf vorheriger Leistungsträger erforderlich gemacht hatten. Nach insgesamt zwei Jahren in Bristol wechselte er zum Erstligisten FC Wimbledon.
In der berüchtigten Crazy Gang des FC Wimbledon, die als ruppige Mannschaft gefürchtet war, fügte sich Scales als eine der ersten Verpflichtungen des neuen Trainers Bobby Gould auf Anhieb ein. Beim unerwarteten Endspielsieg im FA Cup gegen den favorisierten FC Liverpool half er per Einwechslung für Terry Gibson mit, das 1:0 über die Zeit zu retten. In dem ersten Wimbledoner Jahr wurde Scales primär auf den beiden Außenverteidigerpositionen eingesetzt, bevor er dann in die Abwehrmitte gezogen wurde, um dort Eric Young zu ersetzen. Als groß gewachsener Spieler, der zudem über eine gewisse Grundschnelligkeit verfügte, galt Scales als verlässlich, konstant und torgefährlich vor allem bei Standardsituationen. Scales blieb noch bis September 1994 dem Klub erhalten, bevor er für 3,5 Millionen Pfund nach Liverpool wechselte.
Gerüchte bezüglich eines Liverpool-Wechsels hatte es schon in den Jahren zuvor gegeben und Trainer Roy Evans setzte auch darauf, dass Scales' körperbetonte Herangehensweise zu Defensivpartnern wie dem robusten Neil Ruddock sowie dem kurz zuvor verpflichteten Phil Babb passte (zumeist in der Mitte oder auf den rechten Seite des Trios). Da Scales vergleichsweise abgeklärt wirkte und über eine gute Technik verfügte, wurden Vergleiche mit Alan Hansen getätigt. Dieser Erwartungshaltung wurde Scales nur teilweise gerecht. Zwar sorgte er mit dafür, dass sich die zuvor etwas löchrige Defensive stabilisierte, aber den Spielaufbau aus der Defensive heraus überließ er zumeist seinen Mitspielern, zu denen er in der Regel nach Zweikampfgewinnen zu passen pflegte. In etwas mehr als zwei Jahren gelangen ihm vier Pflichtspieltreffer, allesamt per Kopfball nach Standardsituationen. Nach dem Gewinn des Ligapokals in seinem ersten Jahr, begann durch eine Reihe von Blessuren sein Selbstvertrauen sukzessive zu leiden und so ließ Liverpool Sales im Dezember 1996 für 2,6 Millionen Pfund zu Tottenham Hotspur weiterziehen.
Bei den „Spurs“ traf er Trainer Gerry Francis wieder, unter dem Scales schon bei den Bristol Rovers gespielt hatte. Diese zweite Zusammenkunft stand jedoch unter keinem guten Stern. Verletzungsgeplagt kam er über den Status eines Ergänzungsspielers nicht hinaus in einem Team, das defensiv wenig Stabilität besaß. Ein rarer Höhepunkt war sein Tor am 10. November 1998 gegen den Ex-Klub aus Liverpool im Ligapokal, den Tottenham im weiteren Verlauf gewann. Das Endspiel selbst verpasste er aufgrund einer Wadenverletzung, die er sich im Februar 1999 zugezogen hatte. Gut ein Jahr später wechselte Scales im Juli 2000 ablösefrei innerhalb der Premier League zu Ipswich Town. Dort absolvierte er jedoch nur vier weitere Pflichtspiele, bevor seine Profifußballerlaufbahn endete.

### Englische Nationalmannschaft
Nachdem sich Scales als langjähriger Stammspieler des FC Wimbledon einen Namen gemacht hatte, bekam er nach dem Wechsel zum FC Liverpool unter Terry Venables im Sommer 1995 anlässlich des Umbro Cups erste Bewährungschancen in der englischen Nationalmannschaft. An der Seite von anderen groß gewachsenen Abwehrspielern wie David Unsworth, Colin Cooper und Ex-Wimbledon-Mitspieler Warren Barton war Scales der einzige von den genannten, der in allen drei Partien zum Zuge kam (einem 2:1-Sieg gegen Japan, einem 3:3-Remis gegen Schweden und einer 1:3-Niederlage gegen Brasilien). Obwohl er solide Leistungen zeigte, hatte er damit Venables jedoch nicht ausreichend überzeugt, so dass er fortan zu keinem weiteren Länderspiel mehr kam. Zwar wurde er 1997 von Glenn Hoddle in den englischen Kader für das Tournoi de France nominiert, blieb dort jedoch ohne Einsatz.

## Titel/Auszeichnungen
- FA Cup (1): 1988
- Englischer Ligapokal (2): 1995, 1999